# Liverpool Football Club 2008-2009

## Maglie e divise
| Manica sinistra · Manica sinistra · Maglietta · Maglietta · Manica destra · Manica destra · Pantaloncini · Pantaloncini · Calzettoni · Calzettoni | Manica sinistra · Manica sinistra · Maglietta · Maglietta · Manica destra · Manica destra · Pantaloncini · Pantaloncini · Calzettoni | Manica sinistra · Manica sinistra · Maglietta · Maglietta · Manica destra · Manica destra · Pantaloncini · Pantaloncini · Calzettoni · Calzettoni |

## Rosa
| N. |                        | Ruolo | Calciatore                |
| -- | ---------------------- | ----- | ------------------------- |
| 1  | Brasile (bandiera)     | P     | Diego Cavalieri           |
| 2  | Italia (bandiera)      | D     | Andrea Dossena            |
| 4  | Finlandia (bandiera)   | D     | Sami Hyypiä               |
| 5  | Danimarca (bandiera)   | D     | Daniel Agger              |
| 7  | Irlanda (bandiera)     | A     | Robbie Keane              |
| 8  | Inghilterra (bandiera) | C     | Steven Gerrard (capitano) |
| 9  | Spagna (bandiera)      | A     | Fernando Torres           |
| 11 | Spagna (bandiera)      | A     | Albert Riera              |
| 12 | Brasile (bandiera)     | D     | Fábio Aurélio             |
| 14 | Spagna (bandiera)      | C     | Xabi Alonso               |
| 15 | Israele (bandiera)     | C     | Yossi Benayoun            |
| 16 | Inghilterra (bandiera) | C     | Jermaine Pennant          |
| 17 | Spagna (bandiera)      | D     | Álvaro Arbeloa            |
| 18 | Paesi Bassi (bandiera) | A     | Dirk Kuyt                 |
| 19 | Paesi Bassi (bandiera) | A     | Ryan Babel                |
| 20 | Argentina (bandiera)   | C     | Javier Mascherano         |

| N. |                        | Ruolo | Calciatore                      |
| -- | ---------------------- | ----- | ------------------------------- |
| 21 | Brasile (bandiera)     | C     | Lucas Leiva                     |
| 22 | Argentina (bandiera)   | D     | Emiliano Insúa                  |
| 23 | Inghilterra (bandiera) | D     | Jamie Carragher (vice capitano) |
| 24 | Francia (bandiera)     | A     | David N'Gog                     |
| 25 | Spagna (bandiera)      | P     | Pepe Reina                      |
| 26 | Inghilterra (bandiera) | C     | Jay Spearing                    |
| 27 | Svizzera (bandiera)    | D     | Philipp Degen                   |
| 28 | Francia (bandiera)     | C     | Damien Plessis                  |
| 29 | Ungheria (bandiera)    | A     | Krisztián Németh                |
| 30 | Francia (bandiera)     | P     | Charles Itandje                 |
| 31 | Marocco (bandiera)     | C     | Nabil El Zhar                   |
| 32 | Inghilterra (bandiera) | D     | Stephen Darby                   |
| 34 | Inghilterra (bandiera) | D     | Martin Kelly                    |
| 37 | Slovacchia (bandiera)  | D     | Martin Škrtel                   |
| 42 | Ungheria (bandiera)    | P     | Péter Gulácsi                   |

## Calciomercato

### Sessione estiva
| Acquisti | Acquisti          | Acquisti            | Acquisti                   |
| R.       | Nome              | da                  | Modalità                   |
| -------- | ----------------- | ------------------- | -------------------------- |
| A        | Robbie Keane      | Tottenham           | definitivo (24 milioni €)  |
| C        | Javier Mascherano | West Ham Utd        | riscatto (22,5 milioni €)  |
| C        | Albert Riera      | Espanyol            | definitivo (9,8 milioni €) |
| C        | Andrea Dossena    | Udinese             | definitivo (9 milioni €)   |
| P        | Diego Cavalieri   | Palmeiras           | definitivo (4,4 milioni €) |
| A        | David N'Gog       | Paris Saint-Germain | definitivo (1,5 milioni €) |
| P        | Péter Gulácsi     | MTK Budapest        | definitivo (250 mila €)    |
| D        | Philipp Degen     | Borussia Dortmund   | gratuito                   |
| Acquisti |                   |                     |                            |
| R.       | Nome              | da                  | Modalità                   |

| Cessioni         | Cessioni          | Cessioni       | Cessioni                    |
| R.               | Nome              | a              | Modalità                    |
| ---------------- | ----------------- | -------------- | --------------------------- |
| A                | Peter Crouch      | Portsmouth     | definitivo (13,7 milioni €) |
| D                | John Arne Riise   | Roma           | definitivo (5,5 milioni €)  |
| C                | Danny Guthrie     | Newcastle Utd  | definitivo (4,3 milioni €)  |
| P                | Scott Carson      | West Bromwich  | definitivo (4 milioni €)    |
| A                | Anthony Le Tallec | Le Mans        | definitivo (1,5 milioni €)  |
| A                | Sebastián Leto    | Olympiacos     | prestito (750 mila €)       |
| A                | Harry Kewell      | Galatasaray    | gratuito                    |
| D                | Steve Finnan      | Espanyol       | gratuito                    |
| A                | Andriy Voronin    | Hertha Berlino | prestito                    |
| D                | Jack Hobbs        | Leicester City | prestito                    |
| P                | David Martin      | Leicester City | prestito                    |
| D                | Miki Roqué        | FC Cartagena   | prestito                    |
| Altre operazioni |                   |                |                             |
| R.               | Nome              | a              | Modalità                    |
| A                | Besian Idrizaj    |                | svincolato                  |

### Sessione invernale
| Acquisti | Acquisti | Acquisti | Acquisti |
| R.       | Nome     | da       | Modalità |
| Acquisti | Acquisti | Acquisti | Acquisti |
| R.       | Nome     | da       | Modalità |
| -------- | -------- | -------- | -------- |

| Cessioni         | Cessioni         | Cessioni          | Cessioni                    |
| R.               | Nome             | a                 | Modalità                    |
| ---------------- | ---------------- | ----------------- | --------------------------- |
| A                | Robbie Keane     | Tottenham         | definitivo (16,7 milioni €) |
| A                | Jermaine Pennant | Portsmouth        | prestito                    |
| D                | Martin Kelly     | Huddersfield Town | prestito                    |
| P                | Péter Gulácsi    | Hereford Utd      | prestito                    |
| Altre operazioni |                  |                   |                             |
| R.               | Nome             | a                 | Modalità                    |

## Risultati

### Premier League

#### Girone di andata
| Arbitro: | Wiley |

|  |           |            |
|  | Marcatori | 83’ Torres |

| Arbitro: | Riley |

|                                   |           |          |
| Pogatetz 85’ (aut.) Gerrard 90+4’ | Marcatori | 70’ Mido |

| Birmingham 31 agosto 2008, ore 15:00 WEST 3ª giornata | Aston Villa | 0 – 0 referto | Liverpool | Villa Park (41 647 spett.)\| Arbitro: \| Atkinson \| |
| Arbitro:                                              | Atkinson    |               |           |                                                      |

| Arbitro: | Webb |

|                            |           |          |
| Brown 26’ (aut.) Babel 77’ | Marcatori | 3’ Tévez |

| Liverpool 20 settembre 2008, ore 15:00 WEST 5ª giornata | Liverpool | 0 – 0 referto | Stoke City | Anfield (43 931 spett.)\| Arbitro: \| Marriner \| |
| Arbitro:                                                | Marriner  |               |            |                                                   |

| Arbitro: | Riley |

|  |           |                 |
|  | Marcatori | 59’, 62’ Torres |

| Arbitro: | Walton |

|                         |           |                            |
| Ireland 19’ Garrido 41’ | Marcatori | 55’, 73’ Torres 90+2’ Kuyt |

| Arbitro: | Wiley |

|                         |           |                 |
| Kuyt 37’, 85’ Riera 80’ | Marcatori | 29’, 45+2’ Zaki |

| Arbitro: | Webb |

|  |           |                     |
|  | Marcatori | 10’ (aut.) Bosingwa |

| Arbitro: | Tanner |

|                    |           |  |
| Gerrard 75’ (rig.) | Marcatori |  |

| Arbitro: | Dowd |

|                                         |           |         |
| Carragher 69’ (aut.) Pavlyuchenko 90+1’ | Marcatori | 3’ Kuyt |

| Arbitro: | Walton |

|                              |           |  |
| Keane 34’, 43’ Arbeloa 90+3’ | Marcatori |  |

| Arbitro: | Styles |

|  |           |                      |
|  | Marcatori | 28’ Kuyt 73’ Gerrard |

| Liverpool 22 novembre 2008, ore 15:00 WET 14ª giornata | Liverpool | 0 – 0 referto | Fulham | Anfield (44 066 spett.)\| Arbitro: \| Halsey \| |
| Arbitro:                                               | Halsey    |               |        |                                                 |

| Liverpool 1º dicembre 2008, ore 20:00 WET 15ª giornata | Liverpool | 0 – 0 referto | West Ham Utd | Anfield (41 169 spett.)\| Arbitro: \| Walton \| |
| Arbitro:                                               | Walton    |               |              |                                                 |

| Arbitro: | Marriner |

|                |           |                                            |
| Santa Cruz 86’ | Marcatori | 69’ Xabi Alonso 79’ Benayoun 90+5’ Gerrard |

| Arbitro: | Wiley |

|                  |           |                                  |
| Gerrard 24’, 32’ | Marcatori | 12’ McShane 22’ (aut.) Carragher |

| Arbitro: | Webb |

|                |           |           |
| Van Persie 24’ | Marcatori | 42’ Keane |

| Arbitro: | Wiley |

|                          |           |  |
| Riera 26’ Keane 53’, 58’ | Marcatori |  |

#### Girone di ritorno
| Arbitro: | Halsey |

|             |           |                                                              |
| Edgar 45+1’ | Marcatori | 31’, 66’ Gerrard 36’ Hyypiä 50’ Babel 76’ (rig.) Xabi Alonso |

| Stoke-on-Trent 10 gennaio 2009, ore 17:30 WET 21ª giornata | Stoke City | 0 – 0 referto | Liverpool | Stadio Bet365 (27 500 spett.)\| Arbitro: \| Mason \| |
| Arbitro:                                                   | Mason      |               |           |                                                      |

| Arbitro: | Webb |

|             |           |            |
| Gerrard 68’ | Marcatori | 87’ Cahill |

| Arbitro: | Dowd |

|                 |           |              |
| Mido 83’ (rig.) | Marcatori | 41’ Benayoun |

| Arbitro: | Riley |

|                   |           |  |
| Torres 89’, 90+4’ | Marcatori |  |

| Arbitro: | Webb |

|                            |           |                                         |
| Nugent 62’ Hreiðarsson 78’ | Marcatori | 69’ Fábio Aurélio 85’ Kuyt 90+1’ Torres |

| Arbitro: | Dowd |

|          |           |             |
| Kuyt 78’ | Marcatori | 49’ Bellamy |

| Arbitro: | Styles |

|                                   |           |  |
| Xabi Alonso 31’ (aut.) Tuncay 63’ | Marcatori |  |

| Arbitro: | Halsey |

|                        |           |  |
| N'Gog 52’ Benayoun 65’ | Marcatori |  |

| Arbitro: | Wiley |

|                    |           |                                                               |
| Ronaldo 23’ (rig.) | Marcatori | 28’ Torres 44’ (rig.) Gerrard 77’ Fábio Aurélio 90+1’ Dossena |

| Arbitro: | Atkinson |

|                                                       |           |  |
| Kuyt 8’ Riera 33’ Gerrard 39’ (rig.), 50’, 65’ (rig.) | Marcatori |  |

| Arbitro: | Bennett |

|  |           |                |
|  | Marcatori | 90+2’ Benayoun |

| Arbitro: | Riley |

|                                    |           |  |
| Torres 5’, 33’ Agger 83’ N'Gog 90’ | Marcatori |  |

| Arbitro: | Webb |

|                                     |           |                             |
| Torres 49’, 72’ Benayoun 56’, 90+3’ | Marcatori | 36’, 67’, 70’, 90’ Arshavin |

| Arbitro: | Atkinson |

|              |           |                               |
| Geovanni 73’ | Marcatori | 45’ Xabi Alonso 63’, 89’ Kuyt |

| Arbitro: | Dowd |

|                                 |           |  |
| Benayoun 22’ Kuyt 28’ Leiva 87’ | Marcatori |  |

| Arbitro: | Wiley |

|  |           |                           |
|  | Marcatori | 2’, 38’ Gerrard 84’ Babel |

| Arbitro: | Atkinson |

|  |           |                      |
|  | Marcatori | 28’ Gerrard 63’ Kuyt |

| Arbitro: | Walton |

|                                           |           |           |
| Torres 31’ Hutton 64’ (aut.) Benayoun 81’ | Marcatori | 77’ Keane |

### FA Cup
| Arbitro: | Atkinson |

|  |           |                      |
|  | Marcatori | 25’ Riera 90’ Torres |

| Arbitro: | Bennett |

|             |           |             |
| Gerrard 54’ | Marcatori | 27’ Lescott |

| Arbitro: | Wiley |

|              |           |  |
| Gosling 118’ | Marcatori |  |

### Football League Cup
| Arbitro: | Oliver |

|                     |           |              |
| Agger 15’ Leiva 58’ | Marcatori | 25’ O'Connor |

| Arbitro: | Riley |

|                                         |           |                        |
| Pavlyuchenko 37’, 51’ Campbell 41’, 44’ | Marcatori | 47’ Plessis 62’ Hyypiä |

### UEFA Champions League

#### Terzo turno preliminare
| Liegi 13 agosto 2008, ore 20:00 CEST Terzo turno preliminare - Andata | Standard Liegi | 0 – 0 referto | Liverpool | Stade Maurice Dufrasne (25 000 spett.)\| Arbitro: \| Øvrebø \| |
| Arbitro:                                                              | Øvrebø         |               |           |                                                                |

| Arbitro: | Busacca |

|           |           |  |
| Kuyt 118’ | Marcatori |  |

#### Fase a gironi
| Arbitro: | Plautz |

|          |           |                         |
| Cana 23’ | Marcatori | 26’, 32’ (rig.) Gerrard |

| Arbitro: | Brych |

|                               |           |                |
| Kuyt 4’ Keane 34’ Gerrard 76’ | Marcatori | 78’ Koevermans |

| Arbitro: | Bo Larsen |

|           |           |           |
| Simão 83’ | Marcatori | 14’ Keane |

| Arbitro: | Hansson |

|                      |           |               |
| Gerrard 90+5’ (rig.) | Marcatori | 37’ Rodriguez |

| Arbitro: | Olegario Benquerenca |

|             |           |  |
| Gerrard 23’ | Marcatori |  |

| Arbitro: | Ivanov |

|             |           |                                 |
| Lazović 36’ | Marcatori | 45+2’ Babel 68’ Riera 77’ N'Gog |

#### Fase a eliminazione diretta

##### Ottavi di finale
| Arbitro: | Rosetti |

|  |           |              |
|  | Marcatori | 82’ Benayoun |

| Arbitro: | De Bleeckere |

|                                                |           |  |
| Torres 16’ Gerrard 28’ (rig.), 47’ Dossena 88’ | Marcatori |  |

##### Quarti di finale
| Arbitro: | Larsen |

|           |           |                              |
| Torres 6’ | Marcatori | 39’, 62’ Ivanovic 67’ Drogba |

| Arbitro: | Cantalejo |

|                                      |           |                                                             |
| Drogba 51’ Alex 57’ Lampard 76’, 89’ | Marcatori | 19’ Fábio Aurélio 28’ (rig.) Xabi Alonso 81’ Leiva 83’ Kuyt |

## Statistiche

### Statistiche di squadra
| Competizione     | Punti | In casa | In casa | In casa | In casa | In casa | In casa | In trasferta | In trasferta | In trasferta | In trasferta | In trasferta | In trasferta | Totale | Totale | Totale | Totale | Totale | Totale | DR  |
| Competizione     | Punti | G       | V       | N       | P       | Gf      | Gs      | G            | V            | N            | P            | Gf           | Gs           | G      | V      | N      | P      | Gf     | Gs     | DR  |
| ---------------- | ----- | ------- | ------- | ------- | ------- | ------- | ------- | ------------ | ------------ | ------------ | ------------ | ------------ | ------------ | ------ | ------ | ------ | ------ | ------ | ------ | --- |
| Premier League   | 86    | 19      | 12      | 7       | 0       | 41      | 13      | 19           | 13           | 4            | 2            | 36           | 14           | 38     | 25     | 11     | 2      | 77     | 27     | +50 |
| FA Cup           | -     | 1       | 0       | 1       | 0       | 1       | 1       | 2            | 1            | 0            | 1            | 2            | 1            | 3      | 1      | 1      | 1      | 3      | 2      | +1  |
| League Cup       | -     | 1       | 1       | 0       | 0       | 2       | 1       | 1            | 0            | 0            | 1            | 2            | 4            | 2      | 1      | 0      | 1      | 4      | 5      | -1  |
| Champions League | -     | 6       | 4       | 1       | 1       | 11      | 5       | 6            | 3            | 3            | 0            | 11           | 7            | 12     | 7      | 4      | 1      | 22     | 12     | +10 |
| Totale           |       | 27      | 17      | 9       | 1       | 55      | 20      | 28           | 17           | 7            | 4            | 51           | 26           | 55     | 34     | 16     | 5      | 106    | 46     | +60 |

### Andamento in campionato
| Giornata  | 1 | 2 | 3 | 4 | 5 | 6 | 7 | 8 | 9 | 10 | 11 | 12 | 13 | 14 | 15 | 16 | 17 | 18 | 19 | 20 | 21 | 22 | 23 | 24 | 25 | 26 | 27 | 28 | 29 | 30 | 31 | 32 | 33 | 34 | 35 | 36 | 37 | 38 |
| --------- | - | - | - | - | - | - | - | - | - | -- | -- | -- | -- | -- | -- | -- | -- | -- | -- | -- | -- | -- | -- | -- | -- | -- | -- | -- | -- | -- | -- | -- | -- | -- | -- | -- | -- | -- |
| Luogo     | T | C | T | C | C | T | T | C | T | C  | T  | C  | T  | C  | C  | T  | C  | T  | C  | T  | T  | C  | T  | C  | T  | C  | T  | C  | T  | C  | T  | C  | C  | T  | C  | T  | T  | C  |
| Risultato | V | V | N | V | N | V | V | V | V | V  | P  | V  | V  | N  | N  | V  | N  | N  | V  | V  | N  | N  | N  | V  | V  | N  | P  | V  | V  | V  | V  | V  | N  | V  | V  | V  | V  | V  |
| Posizione | 9 | 2 | 3 | 2 | 3 | 2 | 2 | 2 | 1 | 1  | 2  | 2  | 2  | 2  | 1  | 1  | 1  | 1  | 1  | 1  | 2  | 2  | 3  | 2  | 2  | 2  | 3  | 3  | 3  | 2  | 2  | 2  | 2  | 2  | 2  | 2  | 2  | 2  |

Legenda:

Luogo: C = Casa; T = Trasferta. Risultato: V = Vittoria; N = Pareggio; P = Sconfitta.